# Flaviano di Autun
Flaviano (... – Autun, fine del V secolo) è stato vescovo di Autun sul finire del V secolo, venerato come santo dalla Chiesa cattolica.
Non si conosce pressoché nulla di questo santo, che è menzionato nel martirologio geronimiano alla data del 23 agosto: Agustiduno Flaviani episcopi. Viene identificato con il vescovo di Autun Flavichonus, menzionato nella vita di sant'Eptadio all'epoca del re Clodoveo I (481-511).  Nelle liste episcopali di Autun, l'episcopato di Flaviano è posto tra quelli di Eufronio, attestato storicamente per l'ultima volta nel 475, e di Pragmazio, documentato nel 517.
L'odierno Martirologio Romano, riformato a norma dei decreti del concilio Vaticano II, ricorda il santo vescovo il 23 agosto con queste parole: